# Gustave Lefrançais
Adolphe Gustave Lefrançois dit Gustave Lefrançais, né à Angers (Maine-et-Loire) le 30 janvier 1826 et mort le 16 mai 1901 à Paris (XIVe arrondissement), est un socialiste, révolutionnaire et anarchiste français, une personnalité de la Commune de Paris.

## Biographie

### Sous le Second Empire
Ses idées révolutionnaires lui ferment les portes de l'enseignement public. Élève de l'École normale d'instituteurs de Versailles, il n'obtient pas de poste. Les différents collèges « libres » où il tente d'enseigner le renvoient rapidement. En 1848, il adhère à l'Association des instituteurs et institutrices socialistes fondée par Pauline Roland, ce qui lui vaut d'être condamné à trois mois de prison et deux années de résidence surveillée. En 1851, il est « interdit d'enseignement ». Il séjourne à Londres de 1852 à 1853 après le coup d'État de Louis-Napoléon Bonaparte. Puis il devient un des opposants parisiens au Second Empire.
Il adhère un temps à la franc-maçonnerie dans une loge du Rite écossais, mais la juge avec sévérité, la considérant comme un organisme de bienfaisance insipide à fondement religieux.

### La guerre et la Commune de Paris

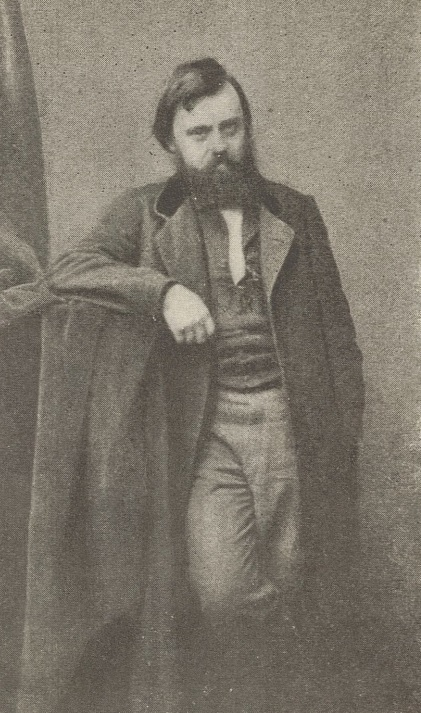
Gustave Lefrançais en 1871.

Après la proclamation de la République le 4 septembre 1870, le IVe arrondissement l'envoie comme délégué au Comité central républicain des Vingt arrondissements. Il participe à l'insurrection du 31 octobre 1870 contre le Gouvernement de la Défense nationale. Arrêté, il est détenu jusqu'à son acquittement en février 1871.
Le 26 mars 1871, il est élu au Conseil de la Commune par le IVe arrondissement. Il est jusqu'au 3 avril membre de la commission exécutive, puis de celle du Travail et de l'Échange, enfin de celle des Finances (21 avril). Il vote contre la création du Comité de salut public. Pendant la Semaine sanglante, il combat sur les barricades et parvient à se réfugier à Genève. Il est condamné à mort par contumace par le Conseil de Guerre.

### Le militant anarchiste
Au sein de l'Association internationale des travailleurs (AIT), il adhère à la Fédération jurassienne de tendance bakouniniste. Il collabore à divers journaux anarchistes, publie l'Étude sur le mouvement communaliste de Paris en 1871 et devient un des collaborateurs d'Élisée Reclus. Il rentre en France après l'amnistie de 1880. À sa mort, il exerçait la profession de comptable. Il est inhumé au cimetière du Père-Lachaise (76e division).
Il fait partie des survivants à témoigner de l'épisode de la Commune de Paris, avec Victorine Brocher et Maxime Vuillaume. Il publie en effet Souvenirs d'un révolutionnaire. De juin 1848 à la Commune, qui sont préfacés par Lucien Descaves en 1902.
Eugène Pottier lui a dédié son poème L'Internationale mis en musique en 1888 par Pierre Degeyter.

### Notices biographiques
- Jules Clère, Les hommes de la Commune : Biographie complète de tous ses membres, Paris, Libraire-éditeur É. Dentu, 1871, xiv-195, 1 vol. in-18 (OCLC 457798492, lire en ligne sur Gallica), p. 104-105
  - Jules Clère, Les hommes de la Commune : Biographie complète de tous ses membres, Paris, Libraire-éditeur É. Dentu, 1871, 4e éd. (1re éd. 1871), vi-215, 1 vol. in-18 (lire en ligne sur Gallica), p. 117-119
- Paul Delion, Les membres de la Commune et du Comité central, Paris, A. Lemerre éditeur, août 1871, 446 p. (lire en ligne sur Gallica), p. 124-128
- Bernard Noël, Dictionnaire de la Commune, Coaraze, L'Amourier éditions, coll. « Bio », avril 2021 (1re éd. 1971), 799 p. (ISBN 978-2-36418-060-4, ISSN 2259-6976, présentation en ligne), p. 485-486
- « Notice Lefrançois Gustave, Adolphe, dit Gustave Lefrançais », sur maitron.fr, Le Maitron, dictionnaire bibliographique du mouvement ouvrier et du mouvement social (consulté le 9 août 2021)